# Église Saint-Hervé de Lanhouarneau
Pour les articles homonymes, voir saint Hervé, saint Urfold, saint Sébastien et Piéta.

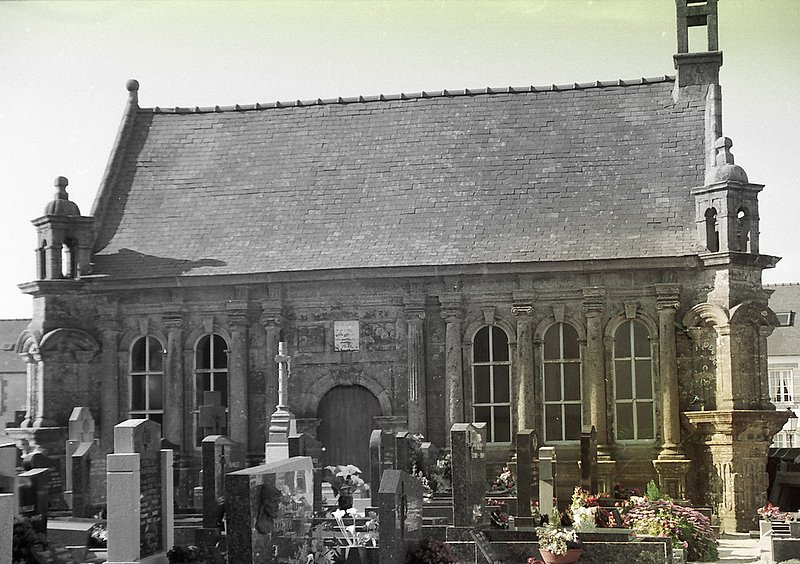
L'ossuaire de style Renaissance à l'angle sud-ouest du cimetière, est épaulé de contreforts ornés de niches à fronton circulaire surbaissé, et couronnés de clochetons. Sa façade est rythmée de six travées de baies avec arcs en plein cintre et encadrées de colonnes ioniques, réparties de façon dissymétrique de part et d'autre d'une porte ornée d'une clef en console.

L’église Saint-Hervé est l'église paroissiale de Lanhouarneau, dans le Finistère.

## Titulature
La titulature de l'église  révèle son origine : le culte donné au souvenir de Saint Hervé, lequel a donné son nom à trois autres églises paroissiales et 22 chapelles, essentiellement en Basse-Bretagne. La paroisse de Lanhouarneau faisait partie de l'archidiaconé de Léon relevant de l'évêché de Léon et était ainsi sous le vocable de saint Hervé. La devise de la paroisse illustre sa fidélité au saint guérisseur : An neb a glask hennezh a gav, « cherche et tu trouveras ». Selon l'hagiographie du saint breton, il aurait rejoint ce village pour accompagner sa mère mourante dans son oratoire, à l'emplacement actuel de l'église. Il aurait fondé dans ce village un ermitage et fini ses jours dans l'oratoire. Il serait enterré auprès de sa mère. Selon la tradition, l'enclos paroissial actuel s'élève sur cet ancien ermitage.

## Architecture
L'édifice est réalisé sur un plan en forme de croix latine. Il comprend une nef de trois travées avec bas-côtés, un transept et un chœur terminé par un chevet à trois pans flanqué au nord et au sud de deux petites chapelles de plan carré . La nef est prolongée à l'ouest par un clocher-porche semi-encastré.
L’hétérogénéité qualitative de l'édifice (polylithisme, différence dans l'appareillage) révèle de « l’échelonnement des étapes de construction et de reconstruction : clocher du XIVe siècle, chevet et porche méridional de la seconde partie du XVIe siècle (respectivement 1565, gravé sur un contrefort, et 1582-1588) ; une partie du corps de l’église du XVIIIe siècle [procès verbal de démolition (1760) ; petite porte dans l’élévation méridionale (1766) ; bénédiction (1766)]. Le clocher a été restauré au moins à deux reprises au XIXe siècle ; le dallage a été également refait au XIXe siècle ».
Notons également, :
- L’ossuaire (fin XVIe siècle), abritant les remarquables statues en granite de Kersanton de saint Hervé, de saint Sébastien et d’une Pietà,
- Les vitraux de l’église, réalisés en partie par un maître verrier de Lanhouarneau : H. Laurans en 1868.
- Un bras-reliquaire en argent, du début du XVIe siècle, conserverait des reliques du saint
- Une fontaine Saint-Hervé, située à l'aire de Ruléa distante de deux kilomètres du bourg, distille une eau limpide censée guérir les maladies des yeux[9]

## Galerie

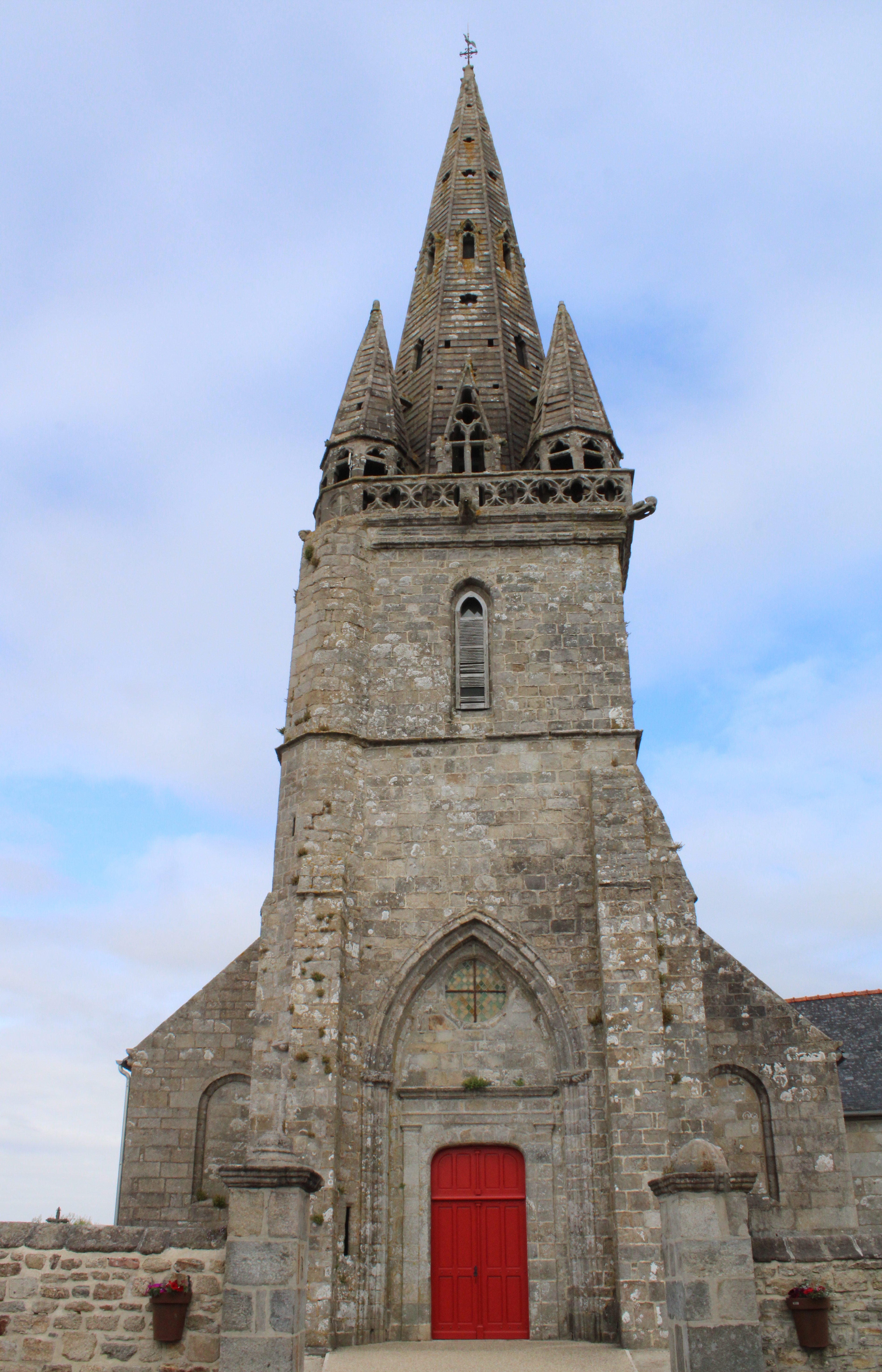
La façade de l'église.
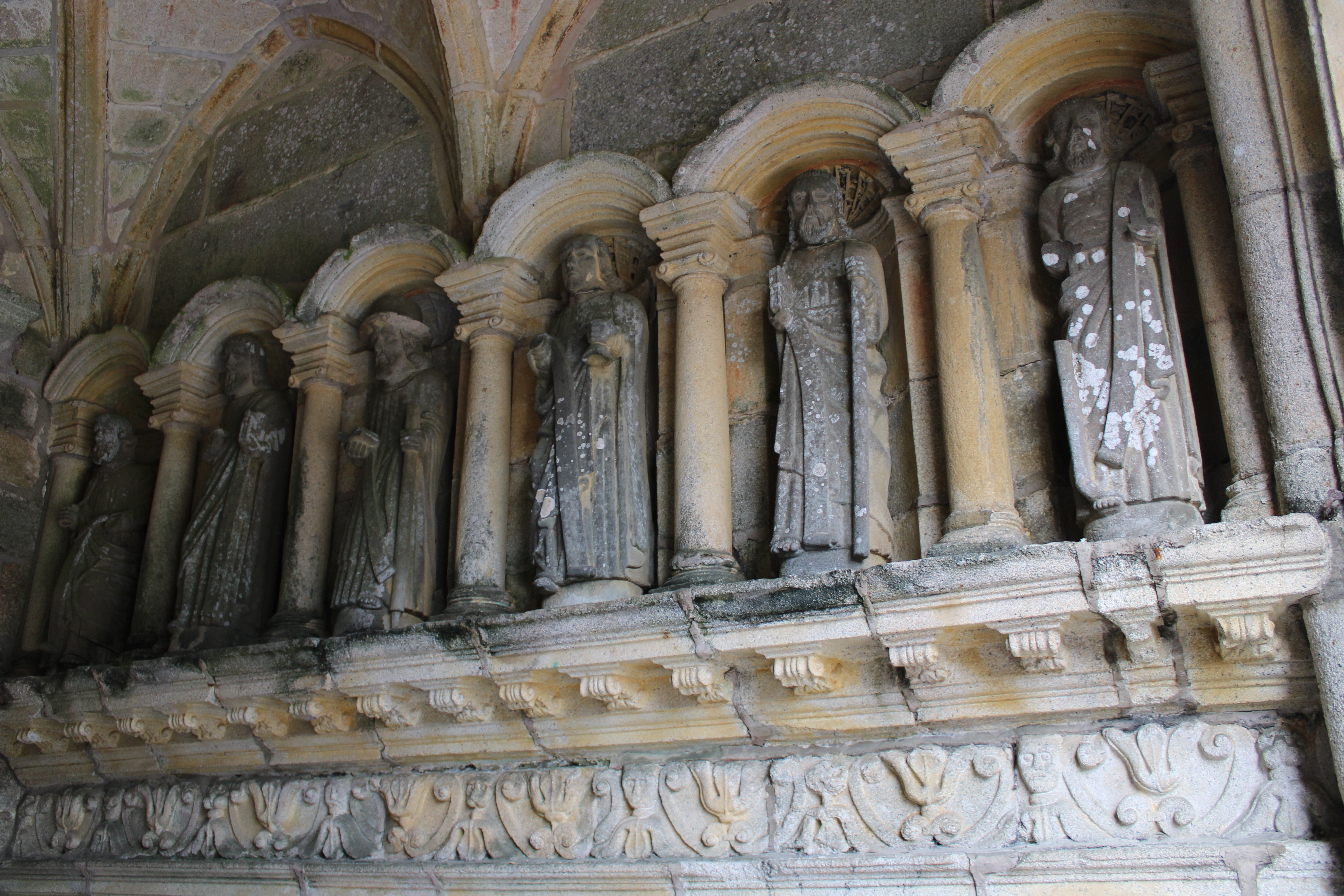
Les apôtres Côté droit.
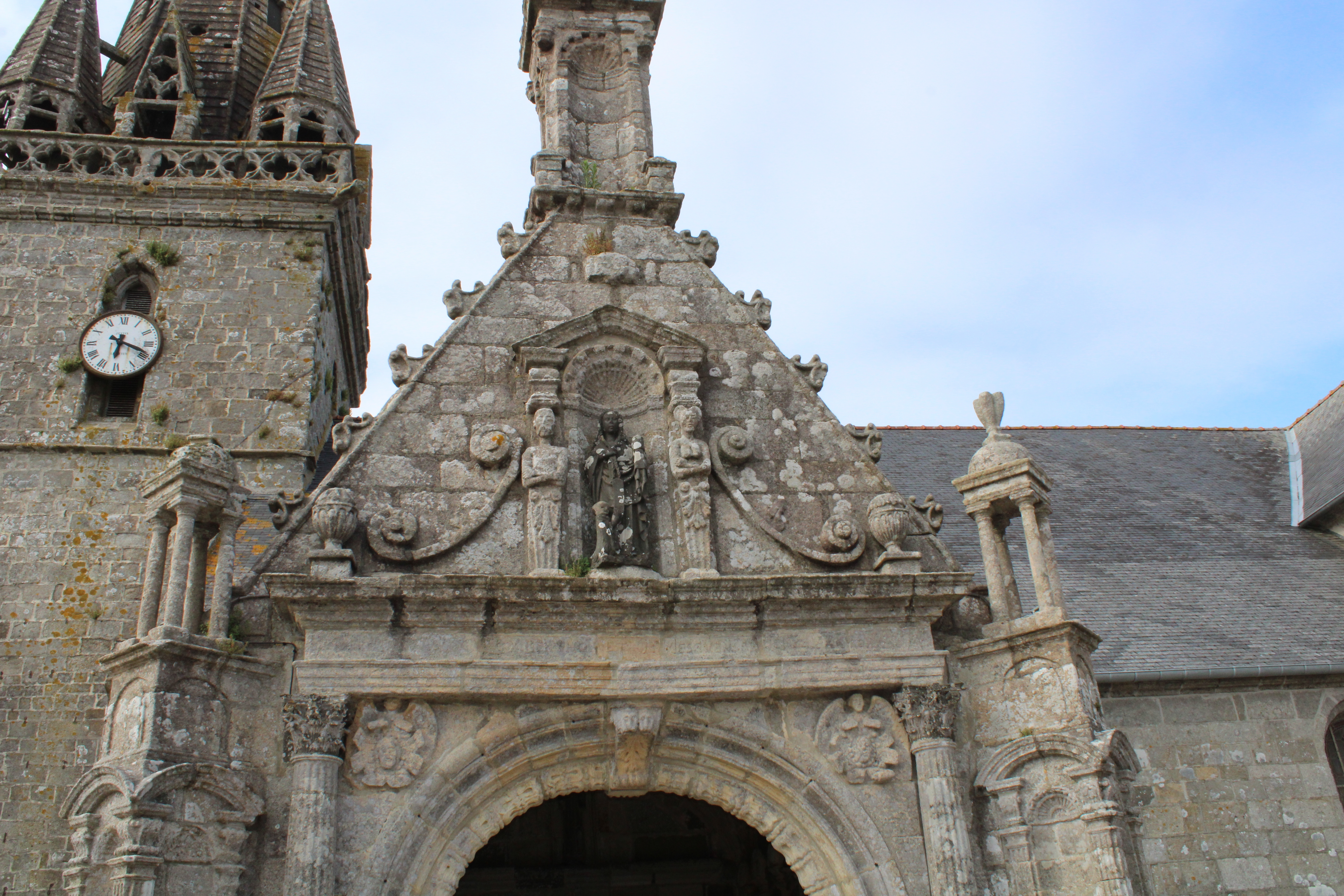
Détail du portail.
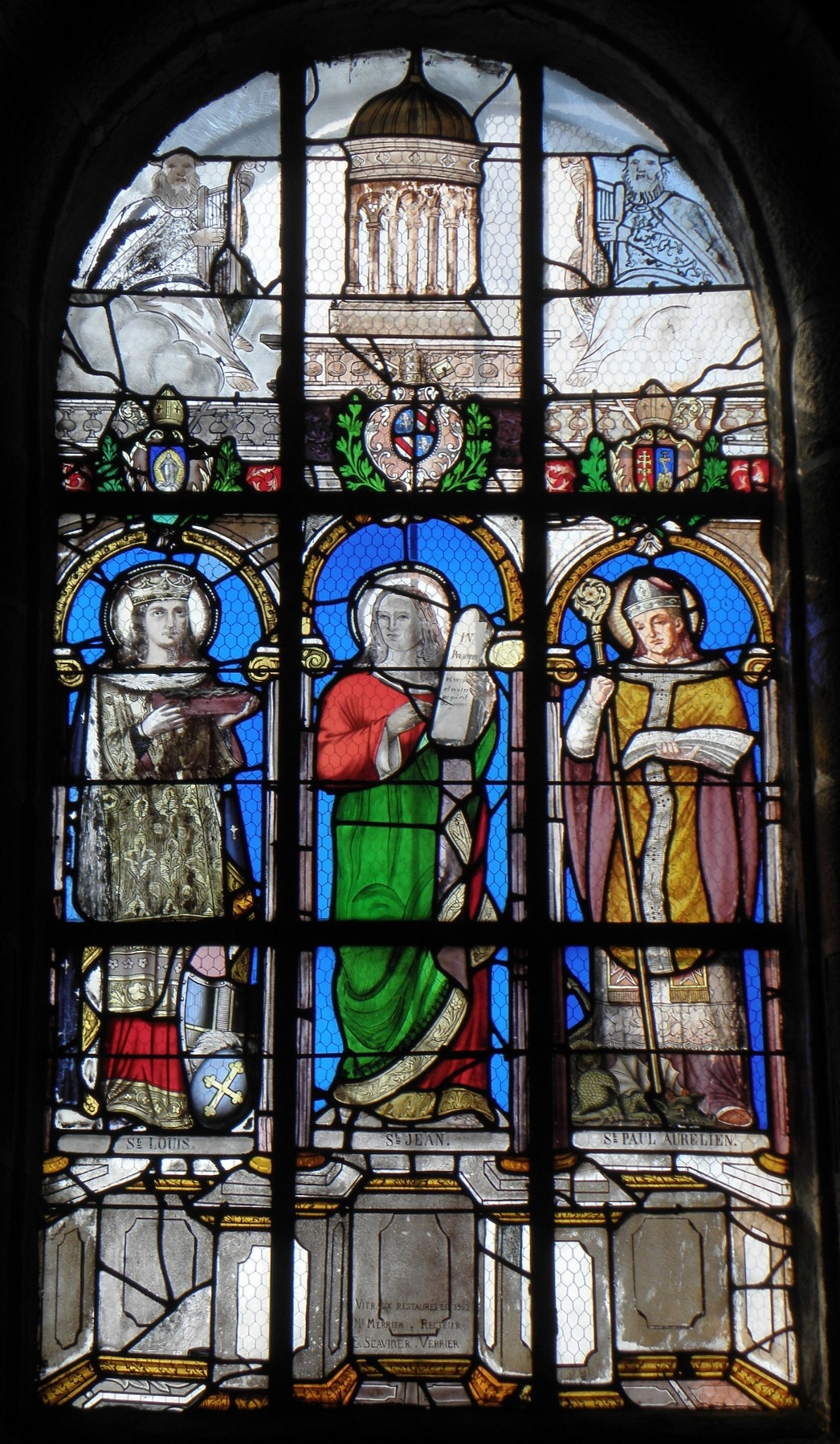
Vitrail du porche Sud.
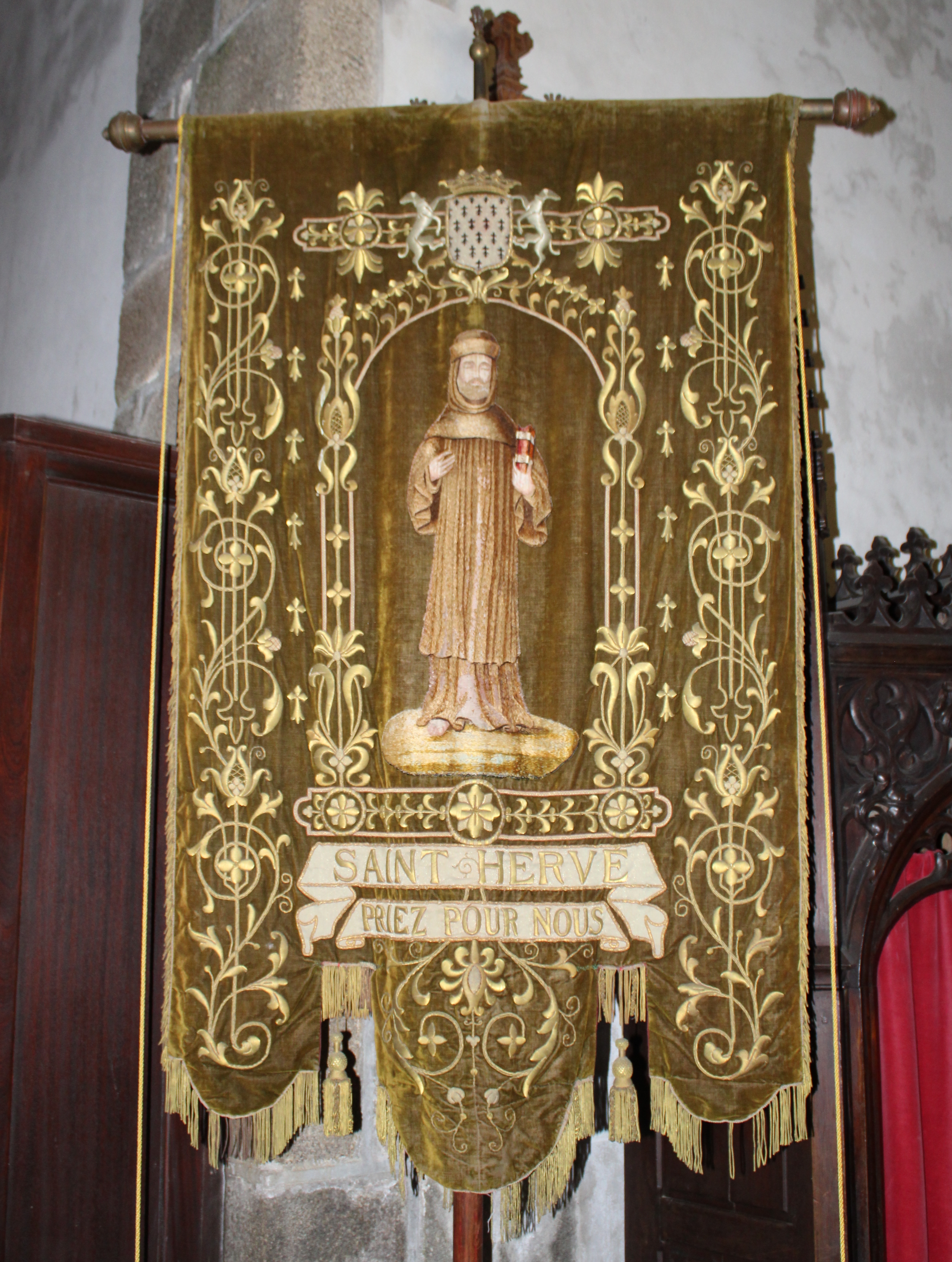
Bannière de Saint Hervé.
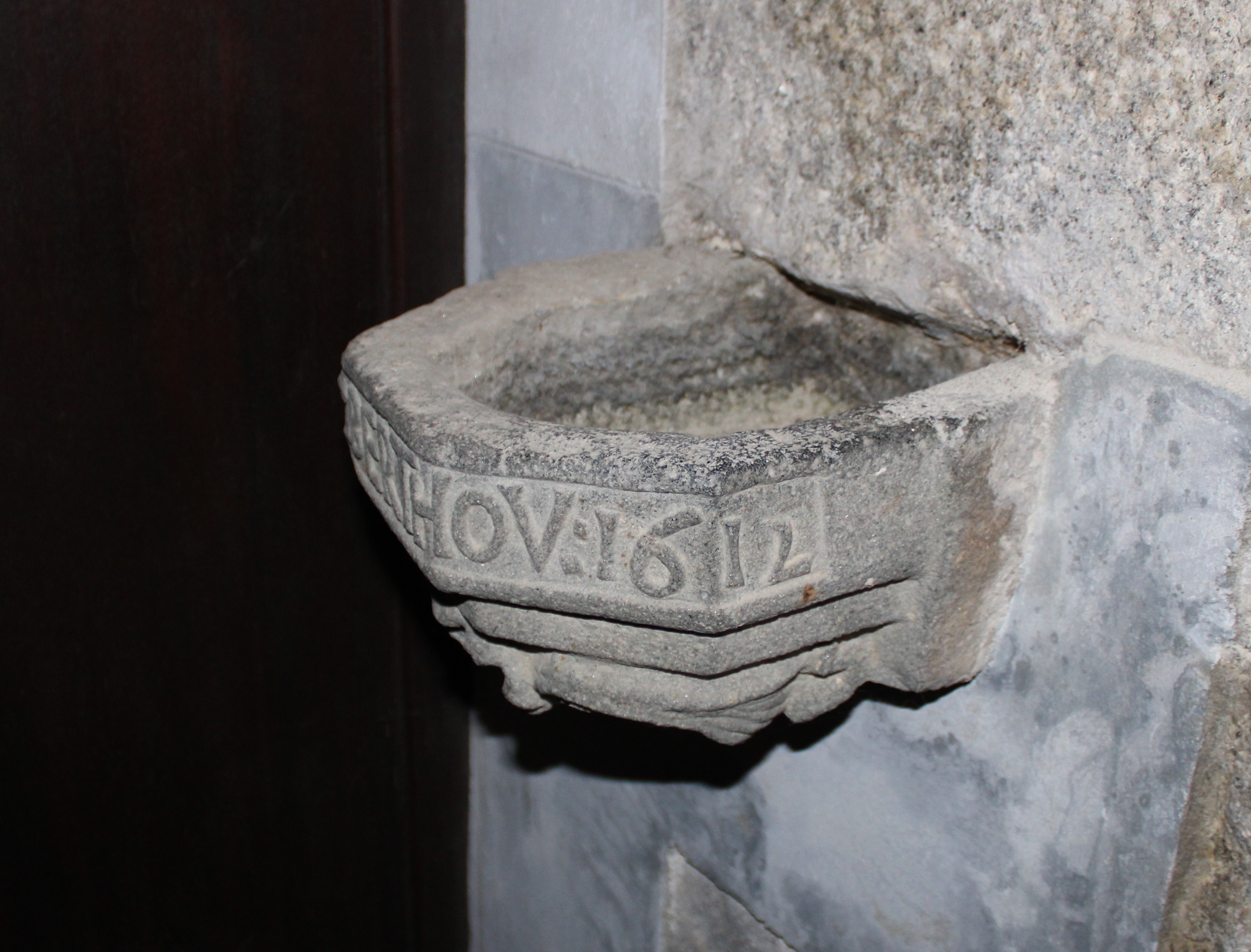
Bénitier portant la date de 1612.